# II съезд советов латвийских рабочих, солдат и безземельных крестьянских депутатов
Второй (II) съезд советов латвийских рабочих, солдат и безземельных крестьянских депутатов состоялся 31 декабря 1917 года в церкви Св. Симона в Валмиере. Конгресс одобрил присоединение трех Латгальских округов к части Видземской губернии, находящейся под управлением Исполнительного комитета Латвийского Совета рабочих, солдат и безземельных крестьянских депутатов (Исколат).

## Предыстория
После Февральской революции 20 (3) марта 1917 года был создан Рижский Совет рабочих депутатов во главе с А. Зейботсом, а также советы в Цесисе, Руйиене, Валке, Валмиере и других городах Видземе. Во второй половине марта Рудольф Эндруп стал председателем Рижского Совета рабочих депутатов. 31 (18) марта Рижская дума выразила вотум недоверия Уполномоченному Видземской губернии Андрейсу Красткалнсу, после его ареста 16 (3) апреля уполномоченным стал социал-демократ Андрейс Приедкалнс. С 29 апреля по 1 мая 1917 года (16-18 апреля, по старому стилю) в Валмиере проходил Видземский съезд безземельных крестьянских депутатов, на котором был избран Видземский совет безземельных крестьянских депутатов, состоявший из 42 большевиков. Позже было решено считать его I съездом Советов Латвии.
11-12 августа (29-30 июля) в Риге прошло собрание Латвийского совета рабочих, солдат и лиц без гражданства, на котором 24 члена совета были избраны в Исполнительный комитет или Исколац, из которых 24 были большевиками и 3 меньшевиками. Председателем был Ото Карклиньш. Исполнительный комитет был высшим органом власти между съездами советских депутатов. После Рижской операции, когда 3 сентября 1917 года она была оккупирована 8-й Императорской немецкой армией, Исколац переехал в Цесис. С 29 ноября по 2 декабря 1917 года (по старому стилю, 16-19 ноября) в помещении Городской управы Валки был учрежден Латвийский Временный национальный совет, объявивший, что Латвия, в которую входят Видземе, Курземе и Латгалия, является автономным государственным образованием.
После Октябрьской революции 12-13 ноября (30-31 октября, по старому стилю) латышские стрелки, поддерживающие большевиков (6-й Тукумский и 7-й Баускский полки), заняли Валмиеру, а 20 (7) ноября — Валку. 21-22 (8-9) ноября в Валке состоялось заседание Совета латвийских рабочих, солдат и безземельных крестьянских депутатов, на котором было объявлено о передаче власти неоккупированной части Латвии.
16-17 (3-4) декабря в Резекне прошел съезд Советов латгальских уездов Витебской губернии, или Второй Латгальский конгресс, на котором было принято решение объединить Латгалию с остальной Латвией. 20 (7) декабря в Цесисе состоялся V съезд латышских стрелковых полков, на котором был избран новый исполнительный комитет (Исколастрел) под руководством В. Штейнхарда.

## Проведение и итоги
II съезд советов латвийских рабочих, солдат и безземельных крестьянских депутатов объявил следующие решения:
- об установлении Советской власти в Латвии;
- о конфискации имений и ликвидации феодальных земель;
- об утверждении 8-часовых смен на фабриках и контроля сельского пролетариата над сельскохозяйственным производством;
- о включении Даугавпилсского, Лудзенского и Резекненского уездов в состав Латвии.[1]

Конгресс избрал новый Совет латвийских рабочих, солдат и безземельных крестьянских депутатов в составе 69 членов, который избрал новый Исполнительный комитет Латвийского Совета (Исколат) под председательством Фридриха Розиня.